# Fred Rodrigues (político)
Frederico Gustavo Rodrigues da Cunha (Goiânia, 25 de novembro de 1984), mais conhecido como Fred Rodrigues, é um empresário e político brasileiro, filiado ao Partido Liberal (PL). Foi deputado estadual por Goiás de fevereiro a dezembro de 2023, quando foi cassado por irregularidades em função de irregularidades na prestação de contas da campanha de 2020.Ele disputou o cargo de prefeito de Goiânia em 2024, mas perdeu para Sandro Mabel, tendo recebido 283.054 votos e 44,47% de porcentagem no segundo turno.

## Política
Fred Rodrigues começou sua trajetória política como analista, escrevendo sobre o cenário político brasileiro pós impeachment e a nova onda conservadora que surgia no Brasil à época, tendo como grandes influenciadores pensadores como Olavo de Carvalho, Roger Scrutton, Thomas Sowell, Ben Shapiro.[carece de fontes?]

### Cassação
A candidatura de Fred Rodrigues esteve sub Júdice e a sua eleição chegou a ser anulada por não ter apresentado a prestação de contas referente à eleição municipal de 2020, quando disputou para vereador.[carece de fontes?]
A anulação foi posteriormente revertida pelo Tribunal Regional Eleitoral de Goiás, porém, o Tribunal Superior Eleitoral julgou a questão e decidiu pela cassação do mandato de Rodrigues em 15 de dezembro de 2023.

### Eleições 2024 e investigação por diploma
Em 2024, Rodrigues se candidatou a prefeito de Goiânia. Durante a campanha foi denunciado à Polícia Federal pela campanha do seu adversário Sandro Mabel com a acusação de falsidade ideológica. A notícia-crime diz que Fred mentiu à Justiça eleitoral ao informar que é bacharel em Direito pela Pontifícia Universidade Católica de Goiás (PUC-GO) e que isso se enquadra no artigo 350 do Código Eleitoral, segundo o qual é crime inserir dados falsos em documentos para propósitos eleitorais. A própria PUC, em resposta enviada ao Ministério Público de Goiás (MPGO), relata que Fred não concluiu o curso de direito e que a matrícula dele foi desativada em 2013.
O candidato afirmou se tratar de um erro formal de preenchimento, por ter completado as disciplinas mas não feito a colação de grau. A Assembleia Legislativa, de todo modo, abriu uma investigação para apurar a nomeação dele a cargo que exige diploma, por ter assumido o cargo de diretor de promoção de mídias sociais na Alego informando que era formado em Direito, após ter seu mandato de deputado estadual cassado.
Fred Rodrigues foi derrotado no segundo turno, ficando com 44,47% dos votos válidos.

## Desempenho eleitoral
| Ano  | Eleição              | Partido | Cargo             | Votos   | %                 | Resultado  | Ref           |
| ---- | -------------------- | ------- | ----------------- | ------- | ----------------- | ---------- | ------------- |
| 2020 | Municipal de Goiânia | DC      | Vereador          | 741     | 0,12%             | Suplente   | [ 8 ]         |
| 2022 | Estaduais em Goiás   | DC      | Deputado estadual | 42.784  | 1,24%             | Inapto     | [ 9 ]         |
| 2024 | Municipal de Goiânia | PL      | Prefeito          | 214.253 | 31,14% (1º Turno) | Não Eleito | [ 10 ] [ 11 ] |
| 2024 | Municipal de Goiânia | PL      | Prefeito          | 283.054 | 44,47% (2º Turno) | Não Eleito | [ 10 ] [ 11 ] |